# SN 2009co
SN 2009co – supernowa typu Ia odkryta 21 marca 2009 roku w galaktyce A122435+4714. W momencie odkrycia miała maksymalną jasność 19,20m.